# ええじゃないか豊橋伝播隊DOEE
ええじゃないか豊橋伝播隊 DOEEとは、愛知県豊橋市を全国にPRするために生まれた音楽パフォーマンスユニット。2011年10月の豊橋まつりでデビュー。愛知でのイベントや東京でのシティプロモーションイベントのほか、タワーレコード発売の「IDOL FILE2」に収録されたことによる関連イベントにも参加している。DOEEアドバイザーを菅原浩志が行う。
2018年に行われた汐留ロコドル甲子園2018で第4位を獲得した。

## DOEEの由来
DOEEの由来は以下の３つを掛け合わせたものである。
1. DOええじゃないか
2. EをDO、つまり　いいことをしよう
3. 東三河の方言でものすごくいいことを「どいい」という。

また、豊橋市牟呂町にある牟呂八幡宮は江戸時代に起きた「ええじゃないか運動」発祥の地の一説とされている。
- 楽曲[5]

- 豊橋DOええじゃないか
- 街
- DOEE JAN
- ええじゃないか☆Special
- 笑って
- マイハッピー記念日
- Runnin’
- はじめましてのマーチ
- any time ready
- いっせっせの⭐︎SAY!!!
- Shining road

## 歴史
- 2011年（平成23年）
  - 10月15日 - 豊橋まつりにてデビュー
- 2014年（平成26年）
  - 3月10日
    - FM豊橋の番組「DOEEラジオ」100回記念

  - 4月6日
    - 桜 咲くら2014にてライブパフォーマンス

  - 4月26日
    - 名古屋グランパスのオープニングアクトとしてライブパフォーマンス

  - 5月3日
    - 花交流フェア2014にてライブパフォーマンス

  - 5月25日
    - 東三河まちなかいきいきフェスタにてライブパフォーマンス

  - 7月21日
    - 豊橋みなとフェスティバルにてライブパフォーマンス

  - 7月26日
    - のんほいパーク60周年イベントにてライブパフォーマンス

  - 8月2日
    - ヤマサ夏祭りにてライブパフォーマンス

  - 8月22日
    - 豊橋競輪場でライブパフォーマンス

  - 8月30日
    - NTV系24時間テレビ　ライブパフォーマンス（中京テレビハウジングプラザ豊橋南）

  - 9月13日
    - 炎の祭典にてライブパフォーマンス

  - 10月18・19日
    - 豊橋まつりにてライブパフォーマンス

  - 10月25日
    - 愛知県消防連合フェアにてライブパフォーマンス

  - 10月26日
    - 伊良湖休暇村にてライブパフォーマンス

  - 11月2日
    - こども未来館からFM豊橋公開生放送

  - 12月13日
    - 豊橋総合福祉センター（アイトピア）にてライブパフォーマンス
- 2015年（平成27年）
  - 1月25日
    - 豊橋駅南口広場にてFM豊橋公開生放送＆ライブパフォーマンス

  - 2月11日
    - KITTE（東京都千代田区）にてライブパフォーマンス

  - 2月28日
    - 豊橋駅南口広場にてライブパフォーマンス

  - 3月21日
    - イオン豊橋南店でライブパフォーマンス

  - 3月29日
    - 穂の国とよはしハーフマラソンにてライブパフォーマンス

  - 4月5日
    - 桜 咲くら2015にてライブパフォーマンス

  - 5月3日
    - 花交流フェア2015にてライブパフォーマンス

  - 7月5日
    - アピタ豊橋向山店でライブパフォーマンス

  - 7月20日
    - 豊橋みなとフェスティバル2015にてライブパフォーマンス

  - 8月2日
    - ヤマサ夏祭りにてライブパフォーマンス

  - 9月21日
    - LOVE LIVE LIFE豊橋にてライブパフォーマンス
- 2020年（令和2年）
  - 11月28日
    - 花のステージ「エール」ミニ野外音楽会にてパフォーマンス
- 2021年（令和3年）
  - 11月13日
    - ハナオトマルシェにてパフォーマンス

  - 11月27日
    - まちなか図書館オープニングイベントにてパフォーマンス
- 2022年（令和４年）　
  - 2月13日　
    - DOEE大運動会

  - 3月19日　
    - 三遠ネオエニックス豊橋市DAYにてパフォーマンス

  - 3月27日　
    - 10周年記念＆解散ライブ